# Freaky Friday (film fra 2003)
Freaky Friday er en komedie fra 2003, der er instrueret af Mark Waters og manuskriptet skrevet af Heather Hach. Filmen er baseret på en bog med samme navn af Mary Rodgers. Den havde dansk premiere 25. december 2003.

## Handling
Tess og Anna Coleman er mor og datter. De har et ret anstrengt forhold til hinanden, de kan ikke forstå hendes andens liv. Anna bliver drillet på groveste vis af Dottie Robertson, som Annas mor, Tess, tror er en lille englebasse, og får derfor ballade pga. hende. Anna kan ikke forstå sin mors arbejde, hun mener det er et rigtig let arbejde, og kan ikke forstå hvorfor hun er så stresset.
Så til en familiemiddag på en kinesisk restaurant begynder de at skændes udenvidere, derfor en kinesisk dame med en spåkage. De går hver til sit og læser deres spådom højt. Næste dag vågner Tess op i Annas krop og Anna op i Tess krop. De beslutter sig for at Tess går i skole i Annas krop og Anna i Tess krop... opfører sig helt flippet. Og det kan kun gå galt da Tess har en kæreste, Ryan, og Anna forelskelse, Jake, beslutter sig for, at gå til næste level.

## Medvirkende
- Tess Coleman – Jamie Lee Curtis
- Anna Coleman – Lindsay Lohan
- Ryan – Mark Harmon
- Bedstefar – Harold Gould
- Jake – Chad Michael Murray
- Harry Coleman – Ryan Malgarini
- Maddie – Christina Vidal
- Peg – Haley Hudson